# Экс-Вильмор-Пали
Экс-Вильмор-Пали (фр. Aix-Villemaur-Pâlis) — коммуна во Франции, департамент Об, регион Гранд-Эст. Административный центр кантона Экс-ан-От. Мэр коммуны — Ив Фурнье, мандат действует на протяжении 2016—2020 годов.

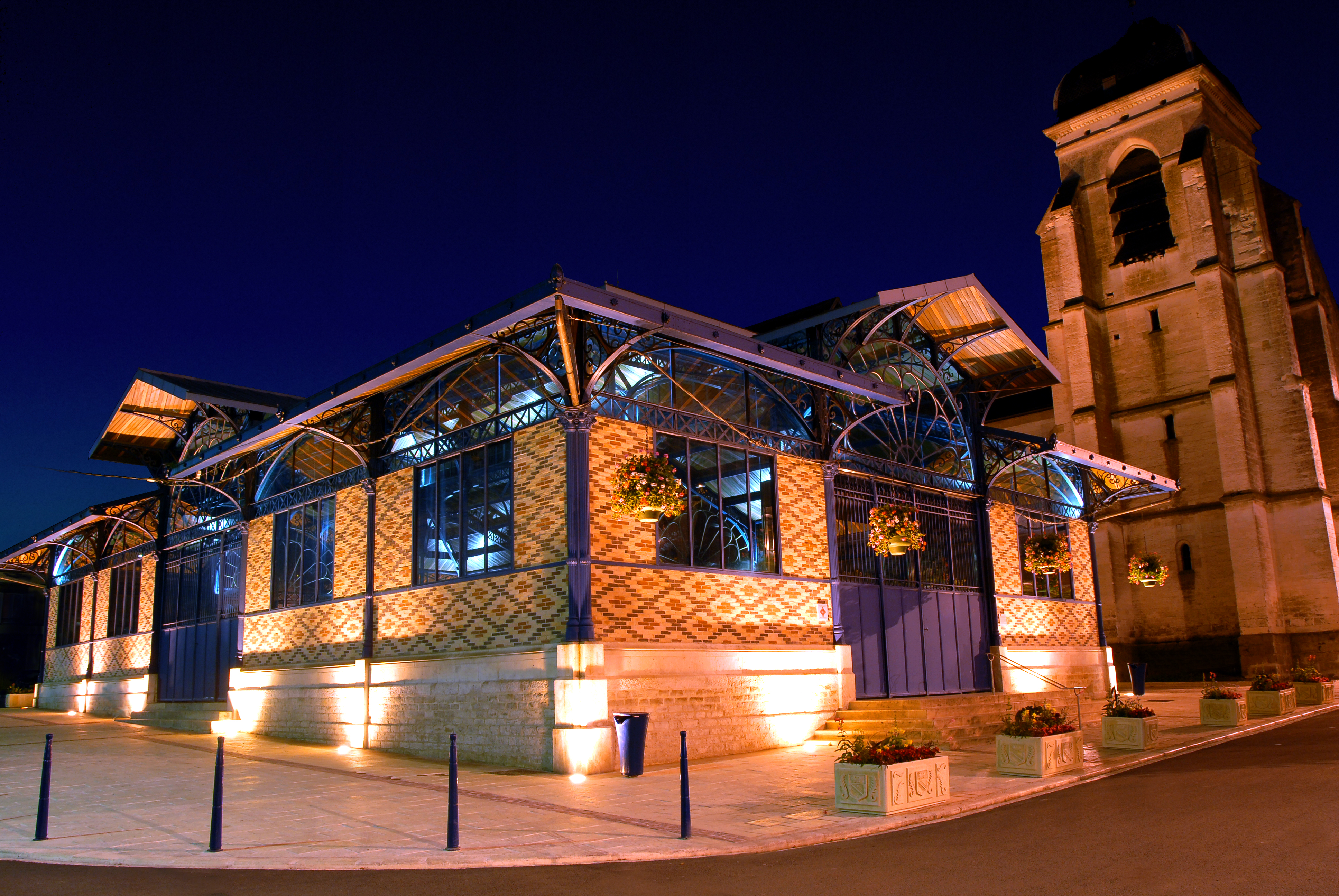
Здание в стиле бальтар

Коммуна была создана 1 января 2016 года слиянием коммун Пали, Экс-ан-От и Вильмор-сюр-Ван. Она полностью находится в округе Труа. Во время создания объединённой коммуны граница округа была смещена для того, чтобы вся коммуна находилась в округе. Администрация коммуны находится в мэрии Экс-ан-От.
Экс-Вильмор-Пали находится в 30 км к западу от Труа на реке Ван. 
Состав коммуны:
| №     | Коммуна         | Оригинальное название | Население, чел. (2013) | Площадь, км² | Плотность |
| ----- | --------------- | --------------------- | ---------------------- | ------------ | --------- |
| 10415 | Вильмор-сюр-Ван | Villemaur-sur-Vanne   | 502                    | 19,65        | 26        |
| 10277 | Пали            | Palis                 | 619                    | 20,89        | 30        |
| 10003 | Экс-ан-От       | Aix-en-Othe           | 2463                   | 34,76        | 71        |